# Spiesstaartnachtzwaluw
De spiesstaartnachtzwaluw (Hydropsalis torquata) is een vogel uit de familie Caprimulgidae (nachtzwaluwen).

## Verspreiding en leefgebied
Deze soort komt voor in het zuidelijk-centrale en zuidoostelijke Amazonebekken en telt twee ondersoorten:
- H. t. torquata: zuidelijk Suriname, Brazilië en oostelijk Peru.
- H. t. furcifer: van zuidelijk Peru tot zuidelijk Brazilië en centraal Argentinië.